# فصلنامه مدیریت ارتقای سلامت
فصلنامه مدیریت ارتقای سلامت (به انگلیسی: Journal of Health Promotion Management (JHPM)) نام یک فصلنامه علمی-پژوهشی (پزشکی)، فارسی زبان  می‌باشد که انجمن علمی پرستاری ایران صاحب امتیازی آن را بر عهده دارد.
این فصلنامه در جهت انتشار مقالات مرتبط با مدیریت سلامت، مدیرت پرستاری ، مدیریت خدمات بهداشتی درمانی، مدیریت توانبخشی، مدیریت رفاه اجتماعی، مدیریت بیمارستانی، اقتصاد بهداشت، بیمه و دیگر موارد مرتبط و با هدف ارتقای سطح سلامت جامعه و بهبود مدیریت سلامت به انتشار رسیده است.